# Rumohra berteroana
Rumohra berteroana är en träjonväxtart som först beskrevs av Luigi Aloysius Colla, och fick sitt nu gällande namn av R. A. Rodriguez. Rumohra berteroana ingår i släktet Rumohra och familjen Dryopteridaceae. Inga underarter finns listade.